# Universidade Wesleyan

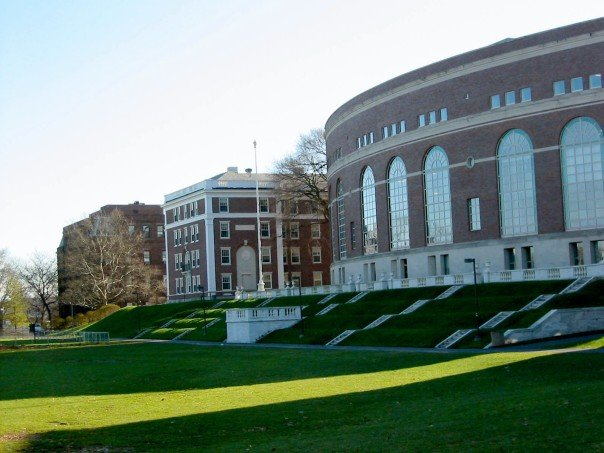
A biblioteca Olin no campus da Universidade Wesleyan.

A Universidade Wesleyana (em inglês: Wesleyan University) é uma universidade privada de artes liberais também conhecida como Wesleyana, situada em Middletown, no estado norte-americano de Connecticut. A Universidade Wesleyana foi fundada em 1831.
Pela excelência do seu currículo académico, programas extracurriculares, história, influência e riqueza, juntamente com a Amherst College e a Williams College, faz parte das Little Three, as mais prestigiadas faculdades dos EUA que se dedicam ao ensino das artes liberais, encontrando-se esta liga paralela à Big Three – Universidade Harvard, Universidade Yale e Universidade Princeton – universidades de maiores dimensões, que se dedicam especialmente à investigação científica.
A Universidade Wesleyana é frequentemente distinguida pelo nicho criativo que cria entre as universidades norte-americanas. Com uma comunidade de alunos extremamente diversificada e com um plano de estudos que dá valor à interdisciplinaridade com as artes liberais, a universidade situa-se num patamar de excelência ao nível da sensibilidade artística com que os alunos se graduam, independentemente do curso que estes escolhem. 